# Метод релевантных векторов
Метод релевантных векторов (МРВ, англ. Relevance Vector Machine, RVM) — это техника машинного обучения, которая использует байесовский вывод для получения решений на принципе экономности для регрессии и вероятностной классификации.
МРВ имеет тот же функциональный вид, что и метод опорных векторов, но обеспечивает вероятностную классификацию.

## Описание
Метод, фактически, эквивалентен модели гауссовского процесса с функцией ковариации:
{\displaystyle k(\mathbf {x} ,\mathbf {x'} )=\sum _{j=1}^{N}{\frac {1}{\alpha _{j}}}\varphi (\mathbf {x} ,\mathbf {x} _{j})\varphi (\mathbf {x} ',\mathbf {x} _{j})},
где {\displaystyle \varphi } является ядерной функцией (обычно, гауссианом), {\displaystyle \alpha _{j}} являются априорными дисперсиями вектора весов
{\displaystyle w\sim N(0,\alpha ^{-1}I)}, а {\displaystyle \mathbf {x} _{1},\ldots ,\mathbf {x} _{N}} являются входными векторами тренировочного набора.
По сравнению с методами опорных векторов байесовская формулировка МРВ позволяет избежать необходимости использования свободных параметров (что, обычно, требует постоптимизации на основе перекрёстных проверок). Однако МРВ использует метод обучения, подобный EM-алгоритму, а потому существует риск скатывания в локальный минимум. Это отличает его от стандартных алгоритмов на основе последовательной минимальной оптимизации, используемой методами опорных векторов и гарантирующей нахождение глобального оптимума (на выпуклой задаче).
Метод релевантных векторов запатентован в США компанией Microsoft.

## Программное обеспечение
- dlib Библиотека на языке C++
- Библиотека ядерных машин
- rvmbinary: пакет на языке R для двоичной классификации
- scikit-rvm
- fast-scikit-rvm, Обучающий курс по методу релевантных векторов